# Phạm Thị Mai Phương
Phạm Thị Mai Phương, née en 1985 à Hải Phòng, a été élue Miss Vietnam 2002. Elle est la 8e Miss Vietnam.

## Biographie

### Famille et études
Phạm Thị Mai Phương est la fille de Trịnh Kim Oanh. Sa famille, préoccupée par ses études, n'a pas voulue qu'elle participe au concours Miss Vietnam. Grâce aux encouragements de beaucoup de gens, en particulier de M. Hoàng Đình Vân, commerçant à Hải Phòng qui a vendu son maquillage pour la mise en beauté des candidates de la compétition, sa famille accepte qu'elle passe le concours.
Après le lycée, elle part étudier en Angleterre et a été acceptée à l'université du Bedforshire où elle a étudié le commerce en 2003.

### Élection Miss Vietnam 2002
Elle a été couronnée Miss Vietnam 2002 le 11 août 2002 alors qu'elle était encore élève en physique dans l'école secondaire Trần Phú à Hải Phòng à l'âge de 17 ans au Phan Dinh Phung sporting event hall à Hô-Chi-Minh-Ville. Elle est la première Miss Vietnam à concurrencer au concours Miss Monde où elle a été classée dans le top 20 en 2002. Elle est la première reine de beauté venant de Hải Phòng. Les huit reines de beautés qui l'ont précédée viennent de Hanoï ou Hô-Chi-Minh-Ville.
Ses dauphines :
- 1re dauphine : Bùi Thị Hoàng Oanh
- 2e dauphine :  Nguyễn Thị Mai Hương

#### Parcours
- Miss Vietnam 2002
- Top 20 au concours Miss Monde 2002 à Alexandra Palace, Londres, Royaume-Uni.

### Vie privée
Phạm Thị Mai Phương a épousé un policier en 2007.